# Pierre Rousseau (acteur)
Pour les articles homonymes, voir Pierre Rousseau et Rousseau.
Pierre Rousseau, né le 1er mai 1932 dans le 20e arrondissement de Paris, mort le 22 avril 2010 à Orléans est un acteur et un ingénieur du son français.

## Biographie
Pierre Rousseau entame sa carrière à la fin des années 1950 et joue dans de nombreux téléfilms, séries télévisées et films. Parallèlement, il mène une carrière théâtrale qui le verra notamment jouer dans la troupe de Jean-Louis Barrault (Le Cid).

## Théâtre
- 1957 : L'Équipage au complet de Robert Mallet, mise en scène Henri Soubeyran,  Comédie de Paris
- 1964 : Le Mariage de Figaro de Beaumarchais, mise en scène Jean-Louis Barrault, Odéon-Théâtre de France
- 1965 : Le Mariage de Figaro de Beaumarchais, mise en scène Jean-Louis Barrault, Théâtre des Célestins
- 1965 : Des journées entières dans les arbres de Marguerite Duras, mise en scène Jean-Louis Barrault, Odéon-Théâtre de France

## Filmographie partielle

### Cinéma
- 1958 : Les Étoiles de midi de Marcel Ichac : l'alpiniste
- 1971 : La Ville bidon de Jacques Baratier
- 1973 : Le Fusil à lunette de Jean Chapot (court métrage)
- 1973 : Les Granges Brûlées de Jean Chapot : Louis
- 1977 : Le Crabe-tambour de Pierre Schoendoerffer : Babourg
- 1980 : La légion saute sur Kolwezi de Raoul Coutard : Marcel Debruyn
- 1989 : Le Masque, épisode Les Yeux en bandoulière de Pierrick Guinard : Pr Viloutreix
- 1994 : Neuf mois de Patrick Braoudé : un chirurgien
- 2007 : Dinosaures 3D (Dinosaurs : Giants of Patagonia) de Marc Fafard

### Télévision
- 1968 : Les Enquêtes du commissaire Maigret de Jean-Pierre Decourt, épisode Signé Picpus : l'interne
- 1969 : Les Cinq Dernières Minutes, épisode L'Inspecteur sur la piste de Claude Loursais : Pierre Leurville
- 1969 les chevaliers du ciel....lieutenant guillo.
- 1972 : Raboliot (téléfilm) de Jean-Marie Coldefy : Raboliot
- 1975 : Mort d'un guide (téléfilm) de Jacques Ertaud : Michel Servoz